# Andrea Boquete
Andrea Boquete (Mendoza, 24 settembre 1990) è una cestista argentina.

## Carriera
Con l'Argentina ha disputato i Campionati mondiali del 2018 e quattro edizioni dei Campionati americani (2015, 2017, 2019, 2021).